# Échancrure otique

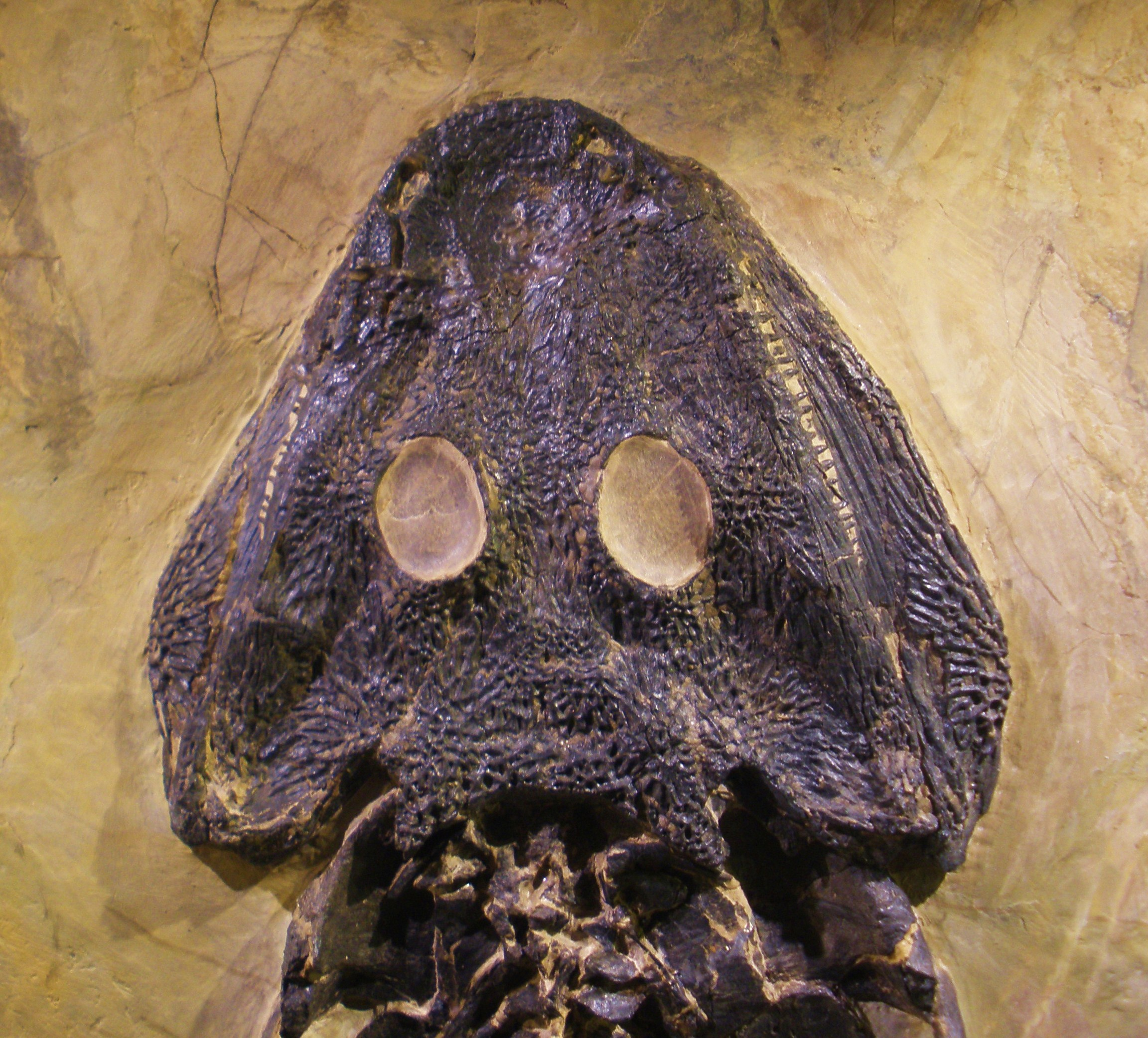
Crâne d'un Sclerocephalus, montrant les échancrures otiques

Les échancrures otiques sont des invaginations situées sur le bord postérieur du sommet du crâne, à l'arrière des orbites. Ces échancrures se retrouvent chez les labyrinthodontes et certains de leurs ancêtres immédiats mais pas chez leurs descendants reptiliens. L'absence ou la présence de ces échancrures est l'un des traits utilisés pour distinguer les amniotes des amphibiens.
Ces échancrures sont parfois considérées comme faisant partie de la structure auditive et semblent avoir souvent tenu un rôle similaire à celui des tympans des anoures actuels. L'étude de la columelle (l'équivalent de l'étrier chez les amphibiens et les reptiles) des labyrinthodontes montre qu'elle ne pouvait pas être fonctionnelle dans la transmission des vibrations de basse énergie, ce qui les rendait inefficaces dans la transmission sonore aérienne. Les échancrures otiques devaient servir de stigmates, du moins dans leurs formes primitives.

## Galerie

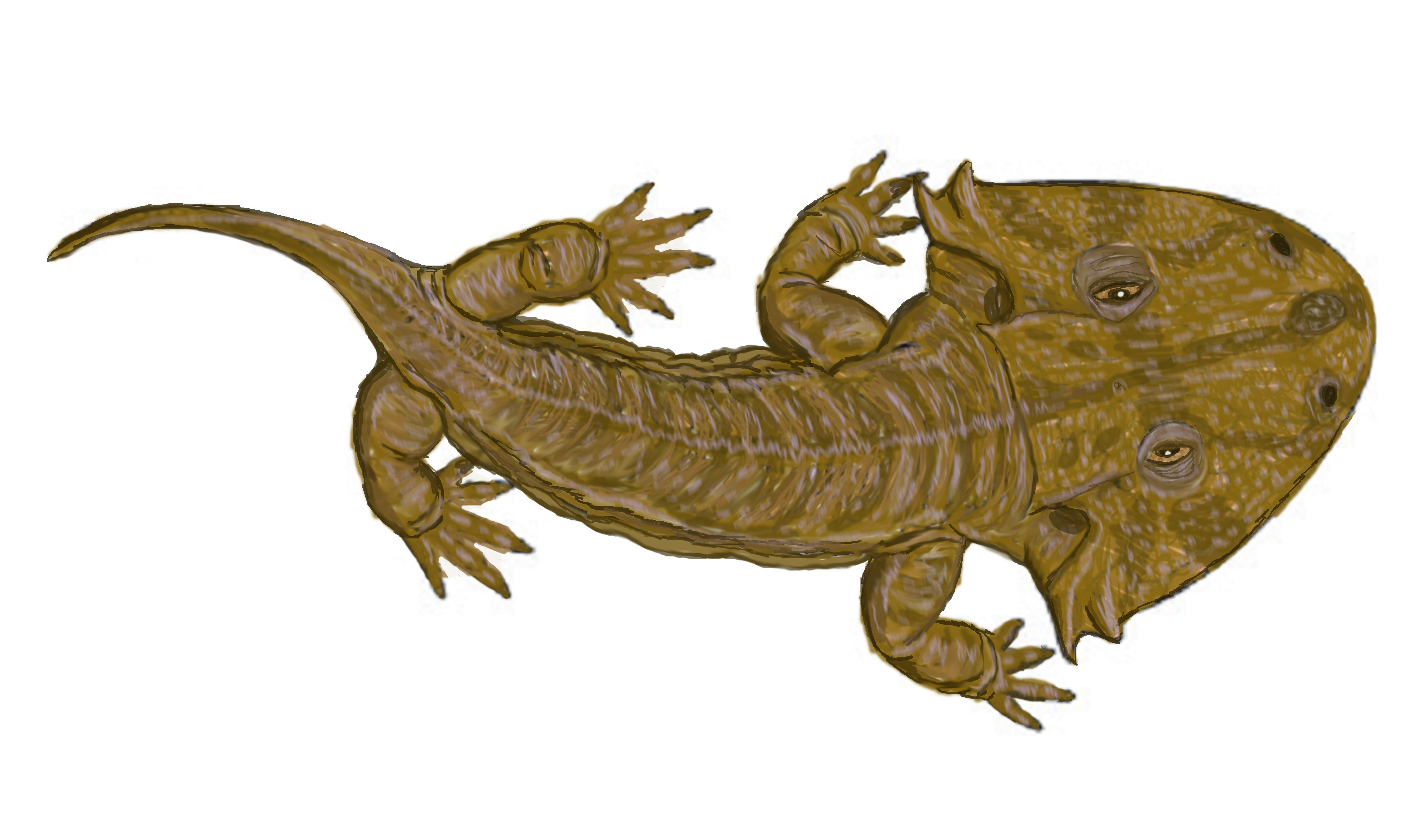
Représentation d'artiste d'Acanthostomatops vorax